# Diaporthaceae
Diaporthaceae é uma família de fungos ascomicetas que inclui diversas espécies que são importantes fitopatógenos.

## Géneros
- Allantoporthe
- Aporhytisma
- Clypeoporthella
- Diaporthe
- Diaporthopsis
- Leucodiaporthe
- Mazzantia
- Mazzantiella
- Phomopsis
- Septomazzantia